# 십장생도
십장생도(十長生圖)는 상상의 선계를 형상화한 것으로서 생명이 장구하다는 태양·산·물·돌·구름·소나무·불로초·거북·학·사슴 등 십장생(열 가지의 장생물)들을 소재로 한 그림이다. 정초에 왕이 중신들에게 십장생도를 새해 선물로 내렸다고 하는 문헌기록에서도 알 수 있듯이, 십장생도는 주로 상류계층의 세화와 오래 살기를 기원하는 축수용 그림으로 제작되었다고 볼 수 있다.

## 지정 문화재

### 서울시유형문화재 제137호
이 작품은 조선왕실에서 문화재관리국, 경무대 등을 거친 과거 소장내역을 굳이 고려하지 않더라도, 그 뛰어난 묘사수준과 장대한 규모로 볼 때, 조선시대 궁정에서 화원들에 의해 제작되었음을 쉽게 알 수 있다.
작품을 살펴보면, 먼저 10폭 병풍의 긴 화면 중심부에는 소나무들이 있는 둔덕이 있는데, 이 둔덕 곳곳에는 불로초들이 자라고 있으며 사슴들이 한가롭게 노닐고 있다. 
둔덕 너머에는 여러 산봉우리들이 짙은 오색구름 사이로 드러나 있고, 그 구름 사이로 학들이 날아다니고 있다. 작품의 오른편으로, 골짜기에서 흘러내리는 물과 주변의 기암괴석들 사이에 복숭아나무가 보인다. 
복숭아는 선계를 의미한다는 면에서, 십장생도에 종종 등장하는 소재이다. 육상생물들을 중심으로 한 위의 장면들과 달리, 화면의 왼편은 거북이를 비롯한 수중생물들을 중심으로 하고 있으며, 그 상단의 오색구름 사이에는 붉은 해가 빛나고 있다. 전체적으로 볼 때, 각 소재들의 구성도 좋고 화려한 색채들이 조화롭게 사용되어 있어, 신선세계의 오묘하고 신비한 분위기가 잘 드러나 있다. 
 본 문서에는 서울특별시에서 지식공유 프로젝트를 통해 퍼블릭 도메인으로 공개한 저작물을 기초로 작성된 내용이 포함되어 있습니다.